# Muhammad al-Kasri
Muhammad al-Kasri (arab. ناصر الدين القاصري محمد بن أحمد = Nasir ad-Din al-Kasri Muhammad ibn Ahmad, zm. 1547) – sułtan Maroka z dynastii Wattasydów, syn sułtana Abu al-Abbasa Ahmada. 
Doszedł do władzy, podczas gdy jego ojciec Abu al-Abbas Ahmad przebywał w niewoli u Saadytów. W 1547 roku jego ojciec został uwolniony w zamian za odstąpienie Saadytom Meknesu. Śmierć Muhammada al-Kasri w tym samym roku umożliwiła Abu al-Abbasowi Ahmadowi powrót na tron.